# Střední škola rybářská a vodohospodářská Jakuba Krčína Třeboň
Střední škola rybářská a vodohospodářská Jakuba Krčína je střední škola zřizovaná Jihočeským krajem. Byla založena roku 1951 jako škola rybářská. Od roku 2008 rozšířila obor působnosti na vodní hospodářství a ekologii. Škola je umístěna ve dvou sousedících budovách v Táboritské ulici. V areálu školy jsou dva domovy mládeže, jídelna, provozní zázemí pro praktickou výuku a autoškolu a venkovní sportoviště. Mezi vybavení školy patří chemické a biologické laboratoře, pitevny ryb nebo hydrologická učebna, která je jediná v kraji.
Škola umožňuje studium v oborech Rybář a Vodohospodář (první z nich je možno rozšířit pomocí nástavby Rybářství) a získání řidičského oprávnění skupin B a T. Praktická výuka oboru Rybář probíhá převážně v provozech společnosti Rybářství Třeboň, a. s.
Část výuky je zajišťována ve spolupráci s Jihočeskou univerzitou. Škola dále spolupracuje i se školami na Slovensku, v Norsku, Francii, Portugalsku či Německu. Absolventi školy tak najdou uplatnění nejen v České republice, ale i v zahraničí.

## Historie školy
Historie škol začíná rokem 1951, kdy byla  v Třeboni založena Odborná učňovská rybářská škola, Důvodem pro založení školy bylo, že rybářství potřebovalo kvalifikované zaměstnance do dělnických a technických pozic. Škola navázalo na mnohaletou tradici rybářství na třeboňsku.
- 1. 9. 1951 při Státním rybářství v Třeboni zřízena odborná učňovská rybářská škola. Vedoucím Střediska pracujícího dorostu oboru rybář byl jmenován Bohumil Martíšek, ředitelem Základní odborné školy se stal Jan Kunc, profesor třeboňského gymnázia.
- 1953 ozhodnutím ministerstva zemědělství se škola stala samostatnou rozpočtovou jednotkou, ředitelem Učňovské školy zemědělské obor rybář byl jmenován Oldřich Borovanský.
- 1956 o jeden rok prodloužena učební doba, ze dvou na tři roky, tehdy také do Třeboně nastoupili první žáci ze Slovenska.
- 1958 došlo ke sloučení s UŠZ obor rybář v Chýnově.
- 1971 zkrácena učební doba na dva roky.
- 1974 učební doba opět prodloužena na tři roky.
- 1976 otevřen nový domov mládeže na dnešní adrese školy.
- 1978 uvedena do provozu nová kuchyně a jídelna.
- 1980 spojena se zemědělským učilištěm v Třeboni. Po 29 letech svého působení zaniklo jediné rybářské učiliště v tehdejší ČSSR.
- 1990 opětovně osamostatněna. Ředitelem nového subjektu byl jmenován Ing. Karel Vávře.
- 1990 - 1996 došlo k přestavbě areálu školy. Přístavěla se sedlová střecha na domově mládeže, vybudovaly se nové garáže a mechanizační dílny, byla výstavěna a úpravena sportoviště.
- 1996 otevřena nová budova školy na dnešní adrese.
- 2008 započata výuka maturitního oboru 16-01-M /01 Ekologie a životní prostředí - Vodohospodář.
- 2017 otevřena rekonstruovaná budova druhého domova mládeže.

Současný rozvoj školy probíhá v úzké součinnosti se spolupracujícími organizacemi, jako je Česká společnost vodohospodářská Českého svazu stavebních inženýrů, Ústav pro hydrodynamiku AV ČR, Fakulta rybářství a ochrany vod Jihočeské univerzity v Českých Budějovicích a Zemědělská fakulta téže univerzity.